# God Save the King
God Save the King (v primeru ženske vladarke God Save the Queen; slovensko Bog obvaruj kralja/kraljico) je domoljubna britanska pesem, katere avtor ni znan. V Združenem kraljestvu in nekaterih državah Commonwealtha, katerih državni poglavar je britanski monarh, jo tradicionalno izvajajo kot državno oz. kraljevsko himno; običajno izvedejo le kitico ali dve. Posebnost himne je v spreminjanju besedila: kadar je britanski kralj moški, je naslov God Save the King ('Bog obvaruj kralja'), kot je bil tudi v izvirniku, v dobi kraljice pa se naslov in besedilo spremenita v God Save the Queen.
Ker je britanski kralj uradno tudi kanadski kralj, jo v Kanadi izvajajo v francoščini, ki je v tej državi poleg angleščine uradni jezik.
Melodija se uporablja kot kraljevska (ne pa nacionalna) himna Norveške in nacionalna himna Lihtenštajna. Do leta 1833 so jo uporabljali kot cesarsko himno v Rusiji, do leta 1918 je bila melodija himna Nemškega cesarstva, bila je tudi himna Švice, kot »Rufst du, mein Vaterland« in Havajev (do 1886) ter kraljevska himna na Švedskem.

## Besedilo
Besedilo prvih dveh kitic v slovenskem dobesednem prevodu:
| angleški original | francoski prevod | slovenski prevod |
| God save our gracious King, Long live our noble King, God save the King: Send him victorious, Happy and glorious, Long to reign over us: God save the King.               | Que Dieu protège notre gracieux Roi, Longue vie à notre noble Roi, Que Dieu protège le Roi ! Rends-le victorieux, Heureux et glorieux ; Que soit long son règne sur nous, Que Dieu protège le Roi ! | Bog, ohrani našega milostnega kralja, naj živi naš plemeniti kralj, Bog, ohrani nam kralja: pošlji mu zmagoslavno, srečno in slavno dolgo vladanje nad nami: Bog, ohrani nam kralja. |
| Thy choicest gifts in store, On him be pleased to pour; Long may he reign: May he defend our laws, And ever give us cause To sing with heart and voice God save the King. | | Tvoje najizbranejše darove, zlij nanj; naj dolgo vlada: naj brani naše zakone, in nam vedno daje povod, da pojemo iz srca na glas Bog, ohrani nam kralja.                            |